# Scaphochlamys burkillii
Scaphochlamys burkillii là một loài thực vật có hoa trong họ Gừng. Loài này được Holttum miêu tả khoa học đầu tiên năm 1950.

## Mẫu định danh
Mẫu định danh: Burn-Murdoch A.M. S.F.N. 210, được Alfred M. Burn-Murdoch (1868-1914) thu thập ngày 21 tháng 6 năm 1913 ở cao độ 200 ft (60 m) tại Bukit Kapis, Balok, Pahang, (tọa độ 4°2′58″B 103°21′40″Đ / 4,04944°B 103,36111°Đ) Malaysia bán đảo. Mẫu lectotype lưu giữ tại Vườn Thực vật Singapore (SING), mẫu isolectotype lưu giữ tại Vườn Thực vật Hoàng gia tại Kew (K). Mẫu vật khác được Holttum đề cập là Burkill I.H. & Haniff M. S.F.N. 16133 do Isaac Henry Burkill (1870-1965) và Mohamed Haniff thu thập tại Khu bảo tồn rừng Beserah, Pahang.

## Từ nguyên
Tính từ định danh burkillii là để vinh danh nhà thực vật học người Anh Isaac Henry Burkill, giám đốc Vườn Thực vật Singapore từ năm 1912, với cuốn sách chủ yếu về thực vật Malaysia là Dictionary of economic products of Malay Peninsula (Từ điển các sản phẩm kinh tế của bán đảo Mã Lai) gồm 2 tập được xuất bản năm 1935 và tái bản nhiều lần.

## Phân bố
Loài này có ở huyện Kuantan, bang Pahang, Malaysia bán đảo. Hiện tại nó được tìm thấy trong các rừng vùng đất thấp, ở cao độ 58–60 m, phát triển tốt hơn khi cạnh tranh thấp và ngoài bóng râm. Theo ZRC (2019) thì năm 1988 nó cũng được tìm thấy trên đảo Sumatra, ở tọa độ 0°46′0″N 102°31′59″Đ / 0,76667°N 102,53306°Đ, trong khu vực Bukit Karampal, 5 km phía tây Talanglakat trên đường Rengat-Jambi, dãy núi Tigapuluh, tỉnh Riau, Indonesia.

## Mô tả
Cây thảo thân rễ cao 25–45 cm. Thân rễ khô đường kính ~6 mm, đôi khi mọc cao lên và duy trì các rễ cọc; các thân rậm lá, trên 1-3 lá mỗi thân, che phủ bằng bẹ màu tía, phiến lá dài 15–20 cm, rộng 4-7,5 cm, hơi bất đối xứng, đáy và đỉnh hẹp tương đương, nhọn nhưng không nhọn thon, đáy hình nêm-men xuống, mặt dưới màu xanh lục (cây non màu tía nhạt) và hơi rậm lông; cuống lá màu ánh tía, dài 2–5 cm, có rãnh, các thùy lưỡi bẹ ngắn, rộng; bẹ dài 6–10 cm, với mép rộng mỏng hơi có lông; cán hoa mập, có lông, dài 1 cm, được bẹ lá che phủ; cụm hoa dài 5–6 cm đường kính 2 cm, hình elipxoit, dài gần bằng bẹ lá; lá bắc sơ cấp kết đặc, xếp lợp, đỉnh hơi hở, không uốn ngược, dài 2,5-3,5 cm, rộng 1,5 cm, màu ánh tía, gần như toàn bộ mặt ngoài rậm lông, lông áp ép mỏng thưa, đoạn giữa mập, mép mỏng không nhăn, chứa 4- 5 hoa; lá bắc thứ cấp chính dài 2,8 cm, rắn chắc, 2 gờ rõ nét, 3 thùy, đỉnh thùy giữa rậm lông dài 2 mm; các lá bắc thứ cấp còn lại dài 11–12 mm; đài hoa và bầu nhụy dài 16 mm, khe chẻ 5 mm, có răng ngắn, rậm lông, hợp sinh; ống tràng 10–15 mm dài hơn cá lá bắc, các thùy màu trắng, dài 16–18 mm và rộng 4 mm tại đáy; các nhị lép ngắn hơn thùy tràng hoa, dài bằng nhau, tù, màu trắng; cánh môi dài và rộng ~2 cm, hình trứng ngược, chẻ 2 thùy tới gần một nửa chiều dài, màu trắng, dải giữa màu vàng nhạt, các sọc màu tía đỏ ở hai bên cho tới mép; chỉ nhị dài 3 mm; bao phấn (trừ mào) dài 3,5 mm; mào kết nối rộng 4 mm, uốn ngược, màu từ trắng tới hơi ánh tía, thuôn tròn.
Về kiểu phát triển và lông áp ép trên các lá bắc, nó giống như S. klossii nhưng các lá bắc với mép nhẵn là rất khác biệt, cũng như màu của hoa.